# Сельское поселение «Посёлок Еленский»
Сельское поселение «Посёлок Еленский» — муниципальное образование в составе Хвастовичского района Калужской области России.
Центр — посёлок Еленский.

## Население
| 2010  | 2012  | 2013  | 2014  | 2015  | 2016  | 2017  |
| ----- | ----- | ----- | ----- | ----- | ----- | ----- |
| 1516  | ↘1508 | ↘1481 | ↗1501 | ↗1518 | ↗1530 | ↘1521 |
| 2018  | 2019  | 2020  | 2021  |       |       |       |
| ↗1527 | ↗1528 | ↗1557 | ↘1404 |       |       |       |

## Состав сельского поселения
| № | Населённый пункт | Тип населённого пункта          | Население |
| - | ---------------- | ------------------------------- | --------- |
| 1 | Глебовка         | деревня                         | →0        |
| 2 | Долина           | деревня                         | ↘46       |
| 3 | Еленский         | посёлок, административный центр | ↘1445     |
| 4 | Клён             | село                            | ↘24       |
| 5 | Ленино           | деревня                         | ↘1        |
| 6 | Тросна           | деревня                         | ↘0        |